# Itziar Ituño Martínez
Itziar Ituño Martínez   (Basauri, 18 de juny de 1974) és una cantant i actriu de teatre, cinema i televisió basca, principalment coneguda pel seu paper a la sèrie de Netflix La Casa de Papel com a la inspectora Raquel Murillo. Ha participat en diverses produccions cinematogràfiques, tant en castellà com en euskera.

## Biografia i trajectòria
Itziar va néixer a Basauri, una localitat del País Basc, i va estudiar Art Dramàtic a l'Escola de Teatre Bausuri. També és llicenciada en sociologia urbanoindustrial i política.
Va debutar en pantalla l'any 1997, en una sèrie basca anomenada Agur Olentzero, Agur, i dos anys més tard va formar part de la telenovel·la Goenkale, una de les més conegudes del País Basc, en la que va treballar fins al 2015.
La seva primera incursió en el cinema arriba l'any 2002 amb el drama Agujeros en el Cielo. L'any 2014 s'estrena el seu èxit més gran en pantalla, el film Lorelak, que va participar en la carrera als Oscars l'any 2016.
Finalment, passa a ser coneguda nacionalment i internacionalment amb la seva participació en la sèrie de Netflix La Casa de Papel, l'any 2017. Posteriorment, ha participat en altres sèries de Netflix, com Berlín o Intimidad, estrenada el 2022.
A part de dedicar-se a ser actriu, també és cantant, i ha format part de diversos grups, com Dangiliske, EZ3, i INGOT.

## Obres teatrals
A part de la carrera cinematogràfica, Itziar Iuño porta en paral·lel una carrera teatral centrada en el teatre al País Basc.
- Izarrak/Estrelles (2003)
- Pakitarentzat Bakarrik (2004)
- Zeta/Seda (2005)
- Jostailuen Istorioak/Història de joguines (2005)
- Lapurzuola/Cova de lladres (2007)
- Grönholm Metodoa (2008)
- AURI-AURI (2010)
- Ilunpetan/L'apagada (2010)
- Amantalaren Ahotsa (2011)
- Herioa eta Dontzeila (2012)
- Hitzak/Paraules (2013-2014)
- Koadernoa Zuri/Quadern en blanc (2016-present)
- Desoxirribonucleico (2017)
- Funtzak (2017)
- Yo soy Pichichi (2018)

## Filmografia
| Sèries de televisió | Sèries de televisió | Sèries de televisió     | Sèries de televisió | Sèries de televisió |
| Any                 | Títol               | Paper                   | Cadena              | Notes               |
| ------------------- | ------------------- | ----------------------- | ------------------- | ------------------- |
| 2004 - 2015         | Goenkale            | Nekane Beitia           | ETB 1               | +300 episodis       |
| 2017                | Cuéntame cómo pasó  | Koro Zabaleta           | La 1                | 5 episodis          |
| 2017                | Pulsaciones         | Estrella invitada       | Antena 3            | 1 episodi           |
| 2017 - 2021         | La casa de papel    | Raquel Murillo (Lisboa) | Antena 3 / Netflix  | 31 episodis         |
| 2020                | Alardea             | Amaia                   | ETB 1               | 4 episodis          |
| 2022                | Intimidad           | Malen                   | Netflix             | 8 episodis          |

| Programes de televisió | Programes de televisió        | Programes de televisió | Programes de televisió | Programes de televisió |
| Any                    | Títol                         | Cadena                 | Notes                  |                        |
| ---------------------- | ----------------------------- | ---------------------- | ---------------------- | ---------------------- |
| 2020                   | Masked Singer Francia         | TF1                    | Concursant             |                        |
| 2023                   | ¿Quién es la máscara? Uruguay | Teledoce               | Concursant             |                        |

| Pel·lícules i Curtmetratges | Pel·lícules i Curtmetratges         | Pel·lícules i Curtmetratges | Pel·lícules i Curtmetratges |
| Any                         | Títol                               | Paper                       | Notes                       |
| --------------------------- | ----------------------------------- | --------------------------- | --------------------------- |
| 2003                        | El final de la noche                | Raquel                      | Paper principal             |
| 2004                        | Agujeros en el cielo                | Elena                       | Paper principal             |
| 2010                        | Izarren Argia                       | Sor Angustias               | Paper secundari             |
| 2012                        | El cazador de dragones              | Maddalen                    | Paper principal             |
| 2014                        | Sabino                              | Paulina Arana               | Telefilm                    |
| 2014                        | Loreak                              | Lourdes                     | Paper principal             |
| 2014                        | Lasa y Zabala                       | Amaia                       | Paper principal             |
| 2014                        | El Buen Mal                         | Mujer                       | Curtmetratge                |
| 2015                        | Un otoño sin Berlín                 | Sofía                       | Paper secundari             |
| 2016                        | Igelak                              | Carmen                      | Paper secundari             |
| 2017                        | Errementari: El herrero y el diablo | Ana                         | Paper secundari             |
| 2017                        | For the Good Times                  | Ainhoa                      | Curtmetratge                |
| 2017                        | Tarde para el recreo                | Madre                       | Curtmetratge                |
| 2018                        | Basque selfie                       |                             | Paper principal             |
| 2019                        | Voces                               | Aitana                      | Paper principal             |
| 2019                        | El silencio de la ciudad blanca     |                             | Paper secundari             |
| 2020                        | Hil Kanpaiak                        | Karmen                      | Paper principal             |